# Tije-Mereniszet
Tije-Mereniszet (Tije, Ízisz kegyeltje) ókori egyiptomi királyné; a XX. dinasztia első fáraójának, Széthnahtnak a felesége, III. Ramszesznek az anyja.
Tije-Mereniszet volt Széthnaht egyetlen felesége, akit ismerünk. Széthnahttal együtt ábrázolják egy abüdoszi sztélén, amint egy Mereszitef nevű pap imádja őket; ugyanitt egy másik sztélén fiával ábrázolják. Címei: Nagy királyi hitves; A király anyja.